# Henry Reynolds (Historiker)
Henry Reynolds (geboren 1938) ist ein australischer Historiker, der auf australische Geschichte spezialisiert ist. Durch sein Werk fanden die Aborigines ihren Platz in den Büchern der Geschichte. Sein bekanntestes Buch ist das 1999 zuerst veröffentlichte Why werent't we told? A personal search for the truth about our history. Er war mit Eddie Mabo befreundet.
Die Grundschule besuchte er von 1944 bis 1949, die Sekundarschule von 1950 bis 1954. Er hielt sich zwei Jahre in Europa auf und arbeitete seit Ende 1965 an der Townsville University. Zu einem Verständnis der „race relations“ kam er als Ergebnis davon, dass er in North Queensland lebte und Jahre mit Forschungen in Bibliotheken und Archiven über ganz Australien und in Übersee verbrachte.
Seine undergraduate-Ausbildung erwarb er an der University of Tasmania, wo er Geschichte, Politik und Literatur studierte.

## Publikationen
- Aborigines and settlers: the Australian experience, 1788–1939 (ed.) (1972) (ISBN 0-304-93917-X)
- The other side of the frontier: Aboriginal resistance to the European invasion of Australia (1981) (ISBN 0-14-022475-0)
- Frontier: Aborigines, settlers and land (1987) (ISBN 0-04-994005-8)
- Dispossession: Black Australia and white invaders (1989) (ISBN 1-86448-141-2)
- With the white people (1990) (ISBN 0-14-012834-4)
- Race relations in North Queensland (1993) (ed.) (ISBN 0-86443-484-7)
- Aboriginal sovereignty: reflections on race, state and nation (1996) (ISBN 1-86373-969-6)
- This whispering in our hearts (1998) (ISBN 1-86448-581-7)
- Why weren't we told? (2000) (ISBN 0-14-027842-7)
- Black pioneers (2000) (ISBN 0-14-029820-7)
- An indelible stain?: the question of genocide in Australia’s history (2001) (ISBN 0-670-91220-4)
- The law of the land (2003) (ISBN 0-14-100642-0)
- Fate of a free people (2004) (ISBN 0-14-300237-6)
- Drawing the global colour line: White men's countries and the international challenge of racial equality (2008, mit Marilyn Lake) (ISBN 0-521-70752-8)